# Капрацино (Пезаро и Урбино)
Капрацино је насеље у Италији у округу Пезаро и Урбино, региону Марке.
Према процени из 2011. у насељу је живело 338 становника. Насеље се налази на надморској висини од 256 м.